# Zona Metropolitană Baia Mare
Zona Metropolitană Baia Mare (ZMBM) este situată în nord-vestul României și este formată din municipiul Baia Mare (reședința județului Maramureș) și localitățile limitrofe acestuia, aflate la o distanță de până 35 km față de acesta.

## Context teritorial
Arealul ZMBM include un teritoriu având o suprafață de 1.398 km2 (22 % din suprafața județului Maramureș), pe care se regăsesc formele de relief specifice județului (zonă montană a Munților Gutâi, zona depresionară și colinară Baia Mare), rețeaua hidrografică fiind formată din râul Someș și afluenții acestuia (râul Lăpuș, râul Săsar).

## Obiectivele constituirii
Zona metropolitană Baia Mare funcționează sub forma unei asociații de dezvoltare intercomunitară (ADI), formată din 17 localități, rolul de centru polarizator revenind municipiului Baia Mare. Populația zonei metropolitane depășește 232.584 locuitori, din care majoritatea sunt băimăreni.
Baia Mare, prin diversitatea activităților economice și culturale, influențează comunitățile din imediata apropiere a orașului. De asemenea, din punct de vedere al dezvoltării economice, localitățile limitrofe oferă în principal teren și forță de muncă pentru întreprinzătorii care doresc să-și dezvolte afacerile sau să realizeze noi investiții. Scopul constituirii zonei metropolitane este acela de a sprijini dezvoltarea orașului și a localităților învecinate pe baza unei viziuni comune, care să avantajeze locuitorii întregii zone.
Obiectivele urmărite la nivelul zonei metropolitane sunt:
- Îmbunătățirea calității vieții locuitorilor și înlăturarea disparităților teritoriale, sociale și economice dintre localitățile membre prin implementarea unor programe și proiecte finanțate din fonduri naționale și europene.
- Crearea unui pol metropolitan în jurul municipiului Baia Mare, prin atragerea de investiții directe, crearea de locuri de muncă și extinderea serviciilor de utilități publice în aria zonei metropolitane.

## Localități componente
| Localitate             | Statut    | Suprafață (km2) | Populație (2015) | Distanța față de Baia Mare |
| ---------------------- | --------- | --------------- | ---------------- | -------------------------- |
| 1. Baia Mare           | Municipiu | 233             | 136.135          | -                          |
| 2. Baia Sprie          | Oraș      | 96              | 16.936           | 10 km                      |
| 3. Cavnic              | Oraș      | 47              | 4.802            | 32 km                      |
| 4. Seini               | Oraș      | 59              | 9.530            | 26 km                      |
| 5. Șomcuta Mare        | Oraș      | 120             | 8.023            | 25 km                      |
| 6. Tăuții Măgherăuș    | Oraș      | 120             | 9.826            | 10 km                      |
| 7. Cernești            | Comună    | 96              | 3.522            | 30 km                      |
| 8. Cicârlău            | Comună    | 75              | 4.536            | 15 km                      |
| 9. Coaș                | Comună    | 20              | 1.460            | 15 km                      |
| 10. Coltău             | Comună    | 12              | 3.272            | 10 Km                      |
| 11. Copalnic-Mănăștur  | Comună    | 117             | 5.563            | 28 Km                      |
| 12. Mireșu Mare        | Comună    | 73              | 4.845            | 30 km                      |
| 13. Recea              | Comună    | 43              | 6.113            | 5 km                       |
| 14. Remetea Chioarului | Comună    | 50              | 2.873            | 17 km                      |
| 15. Satulung           | Comună    | 68              | 5.874            | 17 km                      |
| 16. Șișești            | Comună    | 90              | 5.29             | 13 km                      |
| 17. Valea Chioarului   | Comună    | 79              | 2.080            | 35 km                      |
| Total                  | -         | 1.398 km2       | 232.584 loc.     | -                          |

## Istoric
Zona Metropolitană Baia Mare a fost constituită în 2 aprilie 2012 de către localitățile membre prin modificarea și actualizarea actelor statutare ale Asociației de Dezvoltare Intercomunitară „Sistemul urban Baia Mare” și schimbarea denumirii din Asociația de Dezvoltare Intercomunitară „Sistemul Urban Baia Mare”, precum și prin aderarea unor noi membri. Zona Metropolitană Baia Mare este continuatoarea ADI „Sistemul Urban Baia Mare”.

## Proiecte și programe
- Proiecte implementate:
  - Proiectul „Rețea comunitară interactivă în cadrul Sistemului Urban Baia Mare – Urban_Network”[4] prin Programul Operațional „Dezvoltarea Capacității Administrative”, început în luna aprilie 2009 și implementat pe durata a 12 luni. În cadrul proiectului au fost organizate module de pregătire în domenii precum achizițiile publice, ECDL, limbi străine, dezvoltare de proiecte, licitarea și managementul proiectelor, operațiuni regăsite în domeniul de intervenție 1.3 - Îmbunătățirea eficacității organizaționale, din cadrul Axei prioritare 1 - Îmbunătățiri de structură și proces ale managementului ciclului de politici publice din cadrul Programului Operațional „Dezvoltarea Capacității Administrative”.
  - Proiectul „TRANS URBAN”[5] — Actualizarea strategiei Sistemului Urban Baia Mare prin integrarea strategiilor de dezvoltare locală a localităților componente. Proiectul a început în 16 iunie 2010 și a avut o implementare de 12 luni.
  - Proiectul „USE ACT - Urban Sustainable Environmental Actions (Acțiuni privind un mediu urban sustenabil)”,[6] realizat în parteneriat cu Municipalitatea Napoli (Italia), Municipalitatea Atena (Grecia), orașul Barakaldo (Spania), Municipalitatea Dublin (Irlanda).
  - Proiectul „Rețea de măsuri active de ocupare în 15 unități administrativ teritoriale din Regiunea de dezvoltare Nord-Vest”,[7] al cărui aplicant este Federația Organizațiilor Neguvernamentale din județul Maramureș, iar ADI Zona Metropolitana Baia Mare este partener național.
  - Proiectul „STATUS - Strategic Territorial Agendas for „Small and Middle-Sized Towns” (Strategii teritoriale integrate pentru zonele metropolitane)”,[8] finanțat prin Programul de Cooperare Transnațională Sud Estul Europei, Axa prioritară 4 – Dezvoltarea sinergiilor transnaționale ale zonelor cu potențial, Domeniul de intervenție 4.1 - Abordarea problemelor ce afectează zonele metropolitane și sistemele regionale de așezări.
  - Proiectul „INTER_URBAN — Bază de date transfrontalieră cu indicatori pentru monitorizarea procesului de dezvoltare durabilă a polilor urbani Baia Mare și Ivano-Frankivsk, (Ucraina)”,[9] ai cărui parteneri sunt ADI Zona Metropolitană Baia Mare și Centrul pentru Dezvoltare Municipală și Regională Ivano-Frankivsk în asociere cu Global City Indicators Facility, Toronto (Canada), implementat în perioada 2013 - 2014.
  - Proiectul "OptiTrans - Optimisation of Public Transport Policies for Green Mobility", implementat prin Programul de finanțare Interreg Europe, Axa prioritară 3 - Sprinirea tranziției către o economie cu emisii scăzute de dioxid de carbon în toate sectoarele, având alături de Asociație parteneri din Germania, Croația, Estonia, Grecia, Italia, Spania, implementat în perioada 2017 - 2021.
  - Proiectul "Planificare strategică și implementarea de proceduri pentru reducerea birocrației în Municipiul Baia Mare și Zona Metropolitană", implementat din fonduri POCA 2014 - 2020, în parteneriat cu Primăria Municipiului Baia Mare, în perioada 2019 - 2023.
  - Proiectul "SPIRE - Smart Post Industrial Regenerative Ecosystem", finanțat din fonduri Urban Innovative Actions apelul IV, în parteneriat cu Primăria Municipiului Baia Mare și alți 5 parteneri în perioada 2020 - 2023.
- Proiecte în implementare:
  - Proiectul "SPADES - Spatial Planning and Design with Soils", finanțat prin programul Horizon Europe, tipul acțiunii Horizon RIA (Acțiuni de Cercetare și Inovare), implementat ca un parteneriat între 10 state membre UE.
  - Proiectul „MaaSolutions - Digital solutions for sustainable urban mobility”, finanțat prin Programul Interreg Europe 2021 - 2027, Obierctivul 2 - O Europă mai verde, format dintr-un parteneriat de 9 țări europene.
- Programe în implementare:
  - Programul „Transport local metropolitan”, care are ca scop principal implementarea serviciului de transport public local de persoane în Zona Metropolitană Baia Mare. Programul se adresează celor peste 170.297 locuitori.

## Colaborări și parteneriate
Zona Metropolitană Baia Mare este membru fondator al Federației Zonelor Metropolitane și Aglomerărilor Urbane din România , din care mai fac parte Zona metropolitană Bacău, Zona metropolitană Brașov, Zona metropolitană București, Zona Metropolitană Cluj-Napoca, Zona metropolitană Constanța, Zona metropolitană Craiova, Zona Metropolitană Drobeta, Zona metropolitană Iași, Zona metropolitană Oradea, Zona metropolitană Târgu Mureș, Zona metropolitană Timișoara și Zona Metropolitană Zalău
Zona Metropolitană Baia Mare este membru al platformei internaționale Global City Indicators Facility , care a dezvoltat un set de indicatori privind nivelul de dezvoltare urbană și metropolitană, în vederea asigurării comparabilității datelor privind zonele metropolitane, la nivel mondial .
Zona Metropolitană Baia Mare a inițiat la nivelul Federației Zonelor Metropolitane și Aglomerărilor Urbane din România proiectul „Policentric” , finanțat de Ministerul Afacerilor Interne, proiect ce are ca scop impulsionarea fenomenului de dezvoltare metropolitană a României.